# Sedani ripieni alla pratese
I sedani ripieni alla pratese sono una  tipica  ricetta della città di Prato, la cui origine  è a tutt'oggi sconosciuta. 
Se ne trovano tracce in dipinti di autori toscani del XVI secolo e alcuni documenti di ricette medievali parlano di questa ricetta come affermata sul territorio pratese e quindi presumibilmente la sua origine  risale  al periodo medievale. È un piatto che tradizionalmente si prepara ancora per la festa della Madonna della Fiera, l'8 settembre.
L'elemento principale di questo piatto è il sedano dolce, un ortaggio che ha bisogno di un terreno continuamente irrigato e impregnato di acqua per poter crescere e il territorio pratese, grazie ai suoi numerosi corsi d'acqua, soprattutto il fiume Bisenzio, affluente principe del fiume Arno, offre ai sedani condizioni ideali di crescita. Come ripieno si utilizza un ragù di vitello.